# Sclerolobium goeldianum
Sclerolobium goeldianum là một loài thực vật có hoa trong họ Đậu. Loài này được Huber miêu tả khoa học đầu tiên.